# Zdzisław Niedziela (1930–2010)
Zdzisław Niedziela (ur. 30 marca 1930, zm. 21 grudnia 2010 w Lublinie) – polski koszykarz i trener koszykówki. Jako trener Startu Lublin trzykrotnie zdobywał brązowe medale mistrzostw Polski w koszykówce mężczyzn (w latach 1965, 1979 i 1980). Był także pierwszym trenerem, który z zespołem kobiet Startu Lublin awansował do ekstraklasy.

## Życiorys
Zdzisław Niedziela swoją karierę koszykarską rozpoczynał w klubie OWKS Lublin, z którym występował w II lidze. W latach 1951−1952 grał w Polskiej Lidze Koszykówki w koszykarskiej sekcji Legii Warszawa. W roku 1953, po awansie Lublinianki (wcześniej OWKS Lublin) do najwyższej klasy rozgrywkowej, na własną prośbę rozwiązał kontrakt z Legią i ponownie zaczął występować w klubie z Lublina. Po zakończeniu sezonu, decyzją Ministerstwa Obrony Narodowej, zespół Lublinianki został jednak rozwiązany, a wszyscy koszykarze trafili do Startu Lublin. W zespole tym Niedziela występował do 1959 roku, gdy zakończył karierę.
Od 1960 roku do roku 1980 pracował jako trener Startu Lublin. Z zespołem tym, w roku 1961, po raz pierwszy w historii, awansował do najwyższej klasy rozgrywkowej. Z seniorskim zespołem Startu trzykrotnie zdobył brązowe medale mistrzostw Polski w koszykówce mężczyzn (w latach 1965, 1979 i 1980). Niedziela prowadził również juniorskie zespoły Startu, z którymi zdobył dwa mistrzostwa Polski, i juniorską reprezentację województwa. W latach 1980−1984 był trenerem Bobrów Bytom, a później został szkoleniowcem kobiecej sekcji koszykówki Startu, z którą, jako pierwszy, awansował do ekstraklasy. Jako trener Startu, w 1978 roku sprowadził do Polski Kenta Washingtona, pierwszego czarnoskórego koszykarza w polskiej lidze.
Niedziela uprawiał również piłkę nożną (występował w II-ligowym zespole KS Lublinianka), tenis stołowy (również w klubie KS Lublinianka), lekkoatletykę (startował w trójskoku, biegach sprinterskich i sztafetowych), piłkę ręczną 11-osobową (występował w II lidze) i tenisie (w parze z Bogną Wójtowicz zdobył tytuł mistrza Lublina w mikście). W 1950 roku został wybrany najwszechstronniejszym sportowcem Lublina.
W czasie pracy trenerskiej Zdzisław Niedziela został odznaczony Złotym Krzyżem Zasługi i Złotą Odznaką zasłużonego dla miasta Lublina. Zmarł w nocy z 21 na 22 grudnia 2010 roku, po kilku latach ciężkiej choroby.
W dniach 9–11 września 2011 roku w Lublinie zorganizowano I towarzyski turniej memoriałowy jego imienia, w którym, oprócz Startu Lublin, wystąpiły kluby SKK Siedlce, AZS WSGK Polfarmex Kutno oraz KKK MOSiR Krosno.